# 제3기 메르켈 내각
제3기 메르켈 내각(독일어: Kabinett Merkel III)은 2013년 12월 17일에 개시하였다. 이 내각에서는 독일 기독교 민주연합과 바이에른 기독교 사회연합, 독일 사회민주당의 연정으로 이뤄졌으며 기민련 소속의 앙겔라 메르켈이 총리에 취임하였다. 현재 장관 분포수는 기민련이 총리를 포함해 7명, 사민당이 6명, 기사련이 3명이다. 이는 연정 합의 초기에 기민련과 사민당이 주요 장관 6직을 모두 공평하게 나누기로 합의하였기 때문이다.

## 인사
| 직책 | 직책                       | 성명 | 성명                    | 소속   | 재임 기간                          |
| ---- | -------------------------- | ---- | ----------------------- | ------ | ---------------------------------- |
|      | 총리                       |      | 앙겔라 메르켈           | 기민련 | 2005년 11월 22일 -                 |
|      | 부총리 경제에너지장관      |      | 지그마어 가브리엘       | 사민당 | 2013년 12월 17일 -                 |
|      | 외무장관                   |      | 프랑크발터 슈타인마이어 | 사민당 | 2013년 12월 17일 - 2017년 1월 27일 |
|      | 내무장관                   |      | 토마스 데메지에르       | 기민련 | 2013년 12월 17일 -                 |
|      | 사법소비자보호장관         |      | 하이코 마스             | 사민당 | 2013년 12월 17일 -                 |
|      | 재무장관                   |      | 볼프강 쇼이블레         | 기민련 | 2009년 10월 28일 -                 |
|      | 노동사회장관               |      | 안드레아 날레스         | 사민당 | 2013년 12월 17일 -                 |
|      | 식품농업장관               |      | 한스페터 프레드리크     | 기사련 | 2009년 10월 28일 - 2014년 2월 17일 |
|      | 식품농업장관               |      | 크리스티안 슈미트       | 기사련 | 2014년 2월 17일 -                  |
|      | 국방장관                   |      | 우르줄라 폰 데어 라이엔 | 기민련 | 2013년 12월 17일 -                 |
|      | 가정연로자여성청소년장관   |      | 마누엘라 슈베지히       | 사민당 | 2013년 12월 17일 -                 |
|      | 보건장관                   |      | 헤르만 그뢰에           | 기민련 | 2013년 12월 17일 -                 |
|      | 교통디지털산업장관         |      | 알렉산더 도브린         | 기사련 | 2013년 12월 17일 -                 |
|      | 환경자연보호원자력안전장관 |      | 바바라 헨드리크         | 사민당 | 2013년 12월 17일 -                 |
|      | 교육연구장관               |      | 요한나 반카             | 기민련 | 2013년 2월 14일 -                  |
|      | 경제협력발전장관           |      | 게르트 뮐러             | 기사련 | 2013년 12월 17일 -                 |
|      | 특임장관 총리청 장관       |      | 페터 알트마이어         | 기민련 | 2013년 12월 17일 -                 |